# تيم بارنز (لاعب كرة قدم أمريكية)
تيم بارنز (بالإنجليزية: Tim Barnes) هو لاعب كرة قدم أمريكية أمريكي، ولد في 14 مايو 1988 في هوغيسفيل في الولايات المتحدة.

## وصلات خارجية
- تيم بارنز على موقع مرجع كرة القدم المحترفة.كوم (الإنجليزية)